# Lista de regiões portuguesas ordenadas por população estrangeira
Esta é uma lista demostrando a população estrangeira de cada região portuguesa, ordenadas pela região e ano, mostrando os valores de cada ano desde 2008.

## População estrangeira por região
A lista mostra as regiões portuguesas pela população estrangeira em 2023, junto com a comparação da posição entre 2023 e 2022, a participação no número nacional e o crescimento entre 2022 e 2023.
| Posição | Posição          | Região               | População estrangeira (2023) | Participação (do número nacional) | Crescimento (desde 2022) |
| Em 2023 | Comparada a 2022 | Região               | População estrangeira (2023) | Participação (do número nacional) | Crescimento (desde 2022) |
| ------- | ---------------- | -------------------- | ---------------------------- | --------------------------------- | ------------------------ |
| 1       | (0)              | Grande Lisboa        | 411 353                      | 39.4 %                            | 32.9 %                   |
| 2       | (0)              | Norte                | 174 958                      | 16.8 %                            | 46.6 %                   |
| 3       | (0)              | Algarve              | 125 424                      | 12.0 %                            | 14.4 %                   |
| 4       | (0)              | Centro               | 106 921                      | 10.2 %                            | 46.3 %                   |
| 5       | (0)              | Península de Setúbal | 100 826                      | 9.7 %                             | 38.0 %                   |
| 6       | (0)              | Oeste e Vale do Tejo | 66 651                       | 6.4 %                             | 35.7 %                   |
| 7       | (0)              | Alentejo             | 37 808                       | 3.6 %                             | 24.0 %                   |
| 8       | (0)              | Madeira              | 14 060                       | 1.4 %                             | 19.2 %                   |
| 9       | (0)              | Açores               | 6 237                        | 0.6 %                             | 22.2 %                   |
|         |                  | Portugal             | 1 044 238                    | 100 %                             | 5,6 %                    |

## Dados anuais
A lista mostra as regiões portuguesas com os dados anuais da população estrangeira desde 2008.
|                      | 2008    | 2009    | 2010    | 2011    | 2012    | 2013    | 2014    | 2015    | 2016    | 2017    | 2018    | 2019    | 2020    | 2021    | 2022    | 2023      |
| -------------------- | ------- | ------- | ------- | ------- | ------- | ------- | ------- | ------- | ------- | ------- | ------- | ------- | ------- | ------- | ------- | --------- |
| Grande Lisboa        | 178 355 | 184 180 | 176 793 | 176 061 | 170 582 | 166 762 | 166 962 | 164 129 | 163 842 | 172 869 | 203 547 | 249 376 | 272 938 | 280 789 | 309 543 | 411 353   |
| Norte                | 46 380  | 49 240  | 49 780  | 47 537  | 45 161  | 44 179  | 42 953  | 42 063  | 44 447  | 49 359  | 59 657  | 77 128  | 90 253  | 100 084 | 119 385 | 174 958   |
| Algarve              | 71 932  | 73 242  | 71 808  | 68 923  | 62 605  | 58 743  | 57 026  | 58 110  | 63 298  | 68 820  | 77 410  | 92 558  | 103 554 | 105 137 | 109 636 | 125 424   |
| Centro               | 39 975  | 41 093  | 41 582  | 41 485  | 40 206  | 37 746  | 36 288  | 36 342  | 37 912  | 40 080  | 42 695  | 53 286  | 60 037  | 63 954  | 73 101  | 106 921   |
| Península de Setúbal | 45 734  | 46 154  | 44 560  | 41 718  | 40 635  | 38 547  | 36 688  | 34 088  | 33 357  | 33 179  | 37 416  | 48 799  | 57 475  | 63 206  | 73 073  | 100 826   |
| Oeste e Vale do Tejo | 29 110  | 31 935  | 31 795  | 31 481  | 29 198  | 27 061  | 25 458  | 23 808  | 24 212  | 24 853  | 26 621  | 33 118  | 38 744  | 43 073  | 49 121  | 66 651    |
| Alentejo             | 13 889  | 15 282  | 16 519  | 17 342  | 16 671  | 16 140  | 15 786  | 16 201  | 16 500  | 17 387  | 19 020  | 22 275  | 25 078  | 27 426  | 30 490  | 37 808    |
| Madeira              | 7 142   | 7 090   | 6 764   | 6 770   | 6 221   | 5 801   | 5 672   | 5 734   | 6 049   | 6 692   | 7 535   | 8 579   | 9 455   | 10 405  | 11 793  | 14 060    |
| Açores               | 3 503   | 3 526   | 3 454   | 3 391   | 3 331   | 3 289   | 3 280   | 3 284   | 3 352   | 3 443   | 3 571   | 3 857   | 4 073   | 4 462   | 5 105   | 6 237     |
| Portugal             | 436 020 | 451 742 | 443 055 | 434 708 | 414 610 | 398 268 | 390 113 | 383 759 | 392 969 | 416 682 | 477 472 | 588 976 | 661 607 | 698 536 | 781 247 | 1 044 238 |

## Percentagem
A lista mostra as regiões portuguesas a percentagem da população estrangeira da populaçao total por região desde 2020, mostrando os valores de cada ano.
|                      | 2021   | 2022   | 2023   |
| -------------------- | ------ | ------ | ------ |
| Algarve              | 22.0 % | 22.7 % | 25.5 % |
| Grande Lisboa        | 13.4 % | 14.6 % | 19.3 % |
| Península de Setúbal | 7.7 %  | 8.8 %  | 11.9 % |
| Alentejo             | 5.8 %  | 6.4 %  | 7.8 %  |
| Oeste e Vale do Tejo | 5.2 %  | 5.8 %  | 7.7 %  |
| Centro               | 3.8 %  | 4.3 %  | 6.3 %  |
| Madeira              | 4.1 %  | 4.6 %  | 5.4 %  |
| Norte                | 2.8 %  | 3.3 %  | 4.8 %  |
| Açores               | 1.9 %  | 2.1 %  | 2.6 %  |
| Portugal             | 6.6 %  | 7.3 %  | 9.8 %  |

1. ↑  INE (17 de setembro de 2024). «População estrangeira com estatuto legal de residente (N.º) por Local de residência (NUTS - 2013), Sexo e Nacionalidade (Grupos de países); Anual». ine.pt. Consultado em 17 de setembro de 2024